# Baion
 (février 2021).
Si vous disposez d'ouvrages ou d'articles de référence ou si vous connaissez des sites web de qualité traitant du thème abordé ici, merci de compléter l'article en donnant les références utiles à sa vérifiabilité et en les liant à la section « Notes et références ».
D'origine brésilienne (baião), le baion est apparu au début des années 1960[réf. nécessaire].
Son rythme est lent et comporte un temps long, un temps bref et encore un temps long. 